# Danton-klass
Danton-klass var en slagskeppsklass som tillhörde den franska flottan. Klassen bestod av sex fartyg: Danton, Condorcet, Diderot, Mirabeau, Vergniaud och Voltaire. Fartygen byggdes åren 1907–1911 och var de sista slagskeppen av pre-dreadnought-typ som byggdes i Frankrike. Under första världskriget tjänstgjorde fartygen i Medelhavet och deltog bland annat i blockaden av Otrantosundet. Danton sänktes av en tysk ubåt utanför Sardinien den 19 mars 1917. Samma år skickades två av slagskeppen till Svarta havet för att bistå vita styrkor under ryska inbördeskriget. Vergniaud och Mirabeau utrangerades 1921 och såldes för skrotning 1928. Voltaire och Diderot omvandlades till skolfartyg 1927 och skrotades 1937 respektive 1950. Condorcet erövrades av tyskarna i Toulons hamn 1940 och kom senare att användas som en flytande barack. Hon sänktes av allierat bombflyg 1944, men bärgades och skrotades samma år.

## Utformning

### Skrov
Fartygen var 145 meter långa, 25,8 meter breda och hade ett djupgående på 8,44 meter vid full last. Standarddeplacementet uppgick till 18 754 ton och det maximala deplacementet till 19 763 ton. 

### Pansar
Pansaret bestod av två 4,5 meter höga strimlor, som skyddade fartygskroppen upp till huvuddäck och sträckte sig 1,1 meter under vattenlinjen. Vattenlinjepansaret var 18 till 25 cm tjockt, vilket var tunnare än motsvarande fartyg i utländska flottor. Sidopansaret var som tjockast mellan det förliga och aktersta kanontornet. För ökat skydd var pansarplåten monterad vid bordläggningen med ett 80 mm tjockt lager teak som mellanlägg. Detta sträckte sig över en stor del av skrovet och lämnade endast aktern oskyddad. 
Vidare var skrovet uppdelat i 16 vattentäta avdelningar av vilka fyra användes som kolförråd. Fartygen var försedda med två bepansrade däck, vilka bestod av tre lager kolstål med en total tjocklek på 16 mm. Pansarskyddet i huvudartilleriets torn var 26-34 cm tjockt medan pansaret på sekundärartilleriet pjäser hade en tjocklek på 18,8-20,25 cm. Pansaret utgjorde 36 % av fartygens totala deplacement, vilket var 1 200 ton mer än Liberté-klassen. 

### Maskineri
Maskineriet på Danton-klassen bestod av 26 koleldade ångpannor i två pannrum, som genererade ånga till fyra licenstillverkade Parsons-ångturbiner vilka drev varsin propeller via varsin axel. Den totala maskinstyrka uppgick till 22 500 axelhästkrafter och gav fartygen en toppfart på 20,66 knop under provturerna.

### Bestyckning
Huvudartilleriet bestod av fyra 30,5 cm kanoner Modèle 1906, fördelade på två dubbeltorn med ett placerat på var sida av överbyggnaden. Pjäserna kunde avfyra en granat på 440 kg med en utgångshastighet på 780 m/s. Kanonerna hade en skottvidd på 14 500 meter vid 12 graders elevation.
Sekundärbeväpningen utgjordes av tolv 24 cm kanoner Modèle 1902, uppställda i sex dubbeltorn med tre på vardera sida av fartyget. Dessa hade en skottvidd på 14 000 m/s vid en elevation på 13 grader. Varje kanontorn hade lagringskapacitet för 12 respektive 8 granater.
Den resterande bestyckningen bestod av sexton 75 mm Schneider-kanoner Modèle 1908, uppställda i öppna skottgluggar i skrovet, tio 47 mm Hotchkiss-kanoner, placerade i överbyggnaden. Fartygen var även utrustade med två 45 cm undervattenstorpedtuber med en placerad på vardera sida av kölen.

## Historia

### Förhistoria
Byggandet av Danton-klassen var ett svar på den betydande upprustning som den tyska flottan genomgick vid 1900-talets början. Då Tyskland sågs som Frankrikes huvudmotståndare vid ett eventuellt krig, ansåg den franska regeringen att utbyggnaden av den egna marinen var av yttersta vikt. Diskussioner om framställandet av en ny slagskeppsklass inleddes 1905. Från början var man inriktad på en förstorad version av den redan existerande Liberté-klassen. Lärdomarna från rysk-japanska kriget visade emellertid det medelsvåra artilleriets betydelse i samverkan med överlägsen fart. 

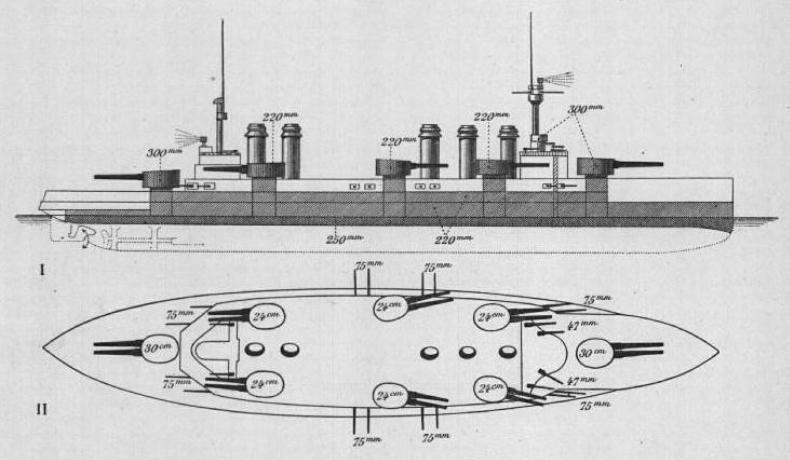
Ritning av Danton-klassen med kanonernas kalibrar och pansarets tjocklek markerade i centimeter och millimeter.

Då den tidigare klassen hade betydande tillkortakommanden inom dessa områden i jämförelse med utländska fartyg, beslöt man sig att inleda planeringen av en helt ny fartygsklass. Kravet på högre fart kunde dock endast uppfyllas genom begränsningar för pansarskydd och bestyckning. marinens begränsade anslag spelade även in till planerarnas nackdel. En preliminär konstruktion accepterades av regeringen 1906, men man begärde ett flertal modifikationer. En aspekt som kom under kritik var framdrivningssättet med trippelexpansionsmaskiner. Då det brittiska slagskeppet HMS Dreadnought utrustats med ångturbiner, beslöt man sig för att installera liknande maskineri i klassens fartyg.
Ett förslag om att bestycka klassen med enbart grova kanoner, likt Dreadnought, avslogs dock då detta skulle innebära en radikal ökning av vikten. Enligt målsättningen utrustades fartygen med ett kraftigt sekundärartilleri. Man valde att bestycka slagskeppen med 24 cm kanoner i förmån för de 19,4 cm pjäser som använts på Liberté-klassens fartyg. Som huvudbestyckning utrustades de med nyligen framtagna 30,5 cm kanonerna Modèle 1906. Resultatet blev en slagskeppsklass som var betydligt större än Liberté-klassen. Fartygen kunde emellertid inte klassas som fullvärdiga Dreadnoughts på grund av den svagare bestyckningen. Likt den österrikisk–ungerska Radetzky-klassen brukar slagskeppen därför klassas som "halv–dreadnoughts". 

### Konstruktion och Tjänstgöring
På grund av flera förseningar under byggandet kom fartygen redan att betraktas som föråldrade då de sjösattes 1909. I jämförelse med Dreadnought-fartyg var de underbestyckade och hade tunnare pansarskydd än sina utländska motsvarigheter. Efter att ha erhållit fullständig utrustning anslöt de sig till de franska flottenheterna i medelhavet. Under första världskriget användes fartygen för att eskortera trupptransporter från Nordafrika. Danton torpederades 1917 av en tysk ubåt och sjönk utanför Sardinien.Vid krigsslutet deltog Diderot, Mirabeau och Vergniaud i ockupationen av Konstantinopel. Fartygen skickades 1919 till Svarta havet för att bistå vita styrkor mot bolsjevikerna. Under överfarten utbröt ett myteri ombord på Vergniaud och en besättningsman dödades. Ett kort tag senare gick Mirabeau på grund utanför Kris kust. I ett försök att lätta fartyget avlägsnades delar av hennes bestyckning och pansar.
Fartyget reparerades inte utan låg förtöjd under en tid innan hon såldes för skrotning 1928. Vergniaud användes som målfartyg och såldes för skrotning samma år som Mirabeau. Voltaire och Diderot moderniserades under 1920-talet och erhöll förbättrat undervattensskydd. De brukades som skolfartyg innan de skrotades 1937 respektive 1950. Condorcet blev det mest långlivade fartyget i klassen och var fortfarande i bruk som ubåtsdepåfartyg vid andra världskrigets utbrott. Under slaget om Frankrike erövrades fartyget av tyskarna, som använde det som flytande barack. Condorcet sänktes av allierat bombflyg 1944, men bärgades och skrotades samma år.

## Klassens fartyg
| Fartyg    | Varv                                                        | Kölsträckning   | Sjösatt         | Tagen i tjänst   | Öde                     | Bild |
| --------- | ----------------------------------------------------------- | --------------- | --------------- | ---------------- | ----------------------- | ---- |
| Danton    | Arsenal de Brest                                            | Februari 1906   | 4 juli 1909     | 1 juni 1911      | Sänkt den 19 mars 1917  |      |
| Condorcet | Ateliers et Chantiers de la Loire                           | 23 augusti 1907 | 20 april 1909   | 25 juli 1911     | Skrotad 1949            |      |
| Diderot   | Ateliers et Chantiers de la Loire                           | 20 oktober 1907 | 19 april 1909   | 25 juli 1911     | Såld för skrotning 1928 |      |
| Mirabeau  | Arsenal de Lorient                                          | 4 maj 1908      | 28 oktober 1909 | 1 augusti 1911   | Skrotad 1938            | -    |
| Vergniaud | Forges et Chantiers de la Gironde                           | Juli 1908       | 12 april 1910   | 18 december 1911 | Skrotad 1928            |      |
| Voltaire  | Société Nouvelle des Forges et Chantiers de la Méditerranée | 8 juni 1907     | 16 januari 1909 | 5 augusti 1911   | Skrotad 1950            |      |